# Mario van Vlimmeren
Mario van Vlimmeren (Hoeven, Halderberge, 10 de juny de 1958 - 11 de gener del 2014) va ser un ciclista neerlandès, que fou professional entre 1981 i 1986.

## Palmarès
- 1980
  - 1r a la Fletxa flamenca
- 1981
  - 1r a la Ronde van Made
- 1994
  - 1r al Omloop van de Braakman
- 1996
  - 1r al Omloop van de Braakman